# Срби у Уједињеним Арапским Емиратима
Срби у Уједињеним Арапским Емиратима су углавном грађани Србије који живе и раде у Уједињеним Арапским Емиратима.

## Историја
Ово је српска заједница новијег датума коју чине високообразовани људи који углавном раде за стране компаније које послују у УАЕ.То су пре свега архитекте, машински и грађевински инжењери као и стручњаци за информационе технологије.Њихов број се креће од најмање 6.000 па до 15.000 и живе углавном у Дубаију и Абу Дабију.
2012. године су Срби покренули иницијативу за отварање конзулата Србије у Дубаију јер Србија нема дипломатско представништво у УАЕ, док је најближе представништво у Каиру, Египат. Амбасада Србије у УАЕ је отворена септембра 2013. године са седиштем у Абу Дабију.

## Значајне особе
- Велимир Стјепановић, српски пливач
- Јелена Јаковљевић Бин Драи, бивша Мис СР Југославије